# Vergankelijkheidssymbool

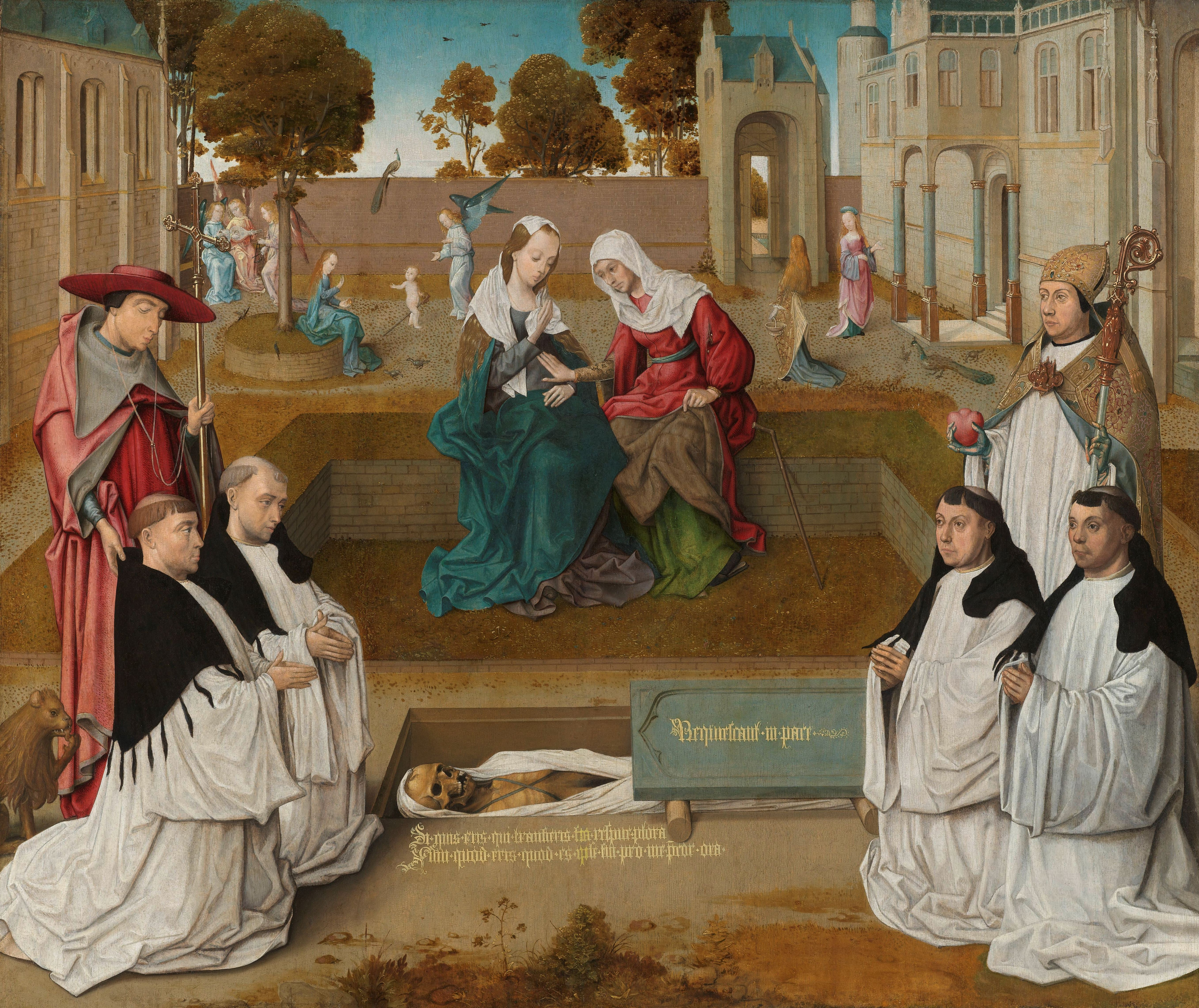
Vier reguliere kanunniken van St. Augustinus mediterend bij een geopend graf over de vergankelijkheid van het aardse bestaan in aanwezigheid van de HH. Hieronymus en Augustinus en Maria, die Elisabeth ontmoet. Meester van de Spes Nostra (actief Noordelijke Nederlanden, ca. 1500-1520)

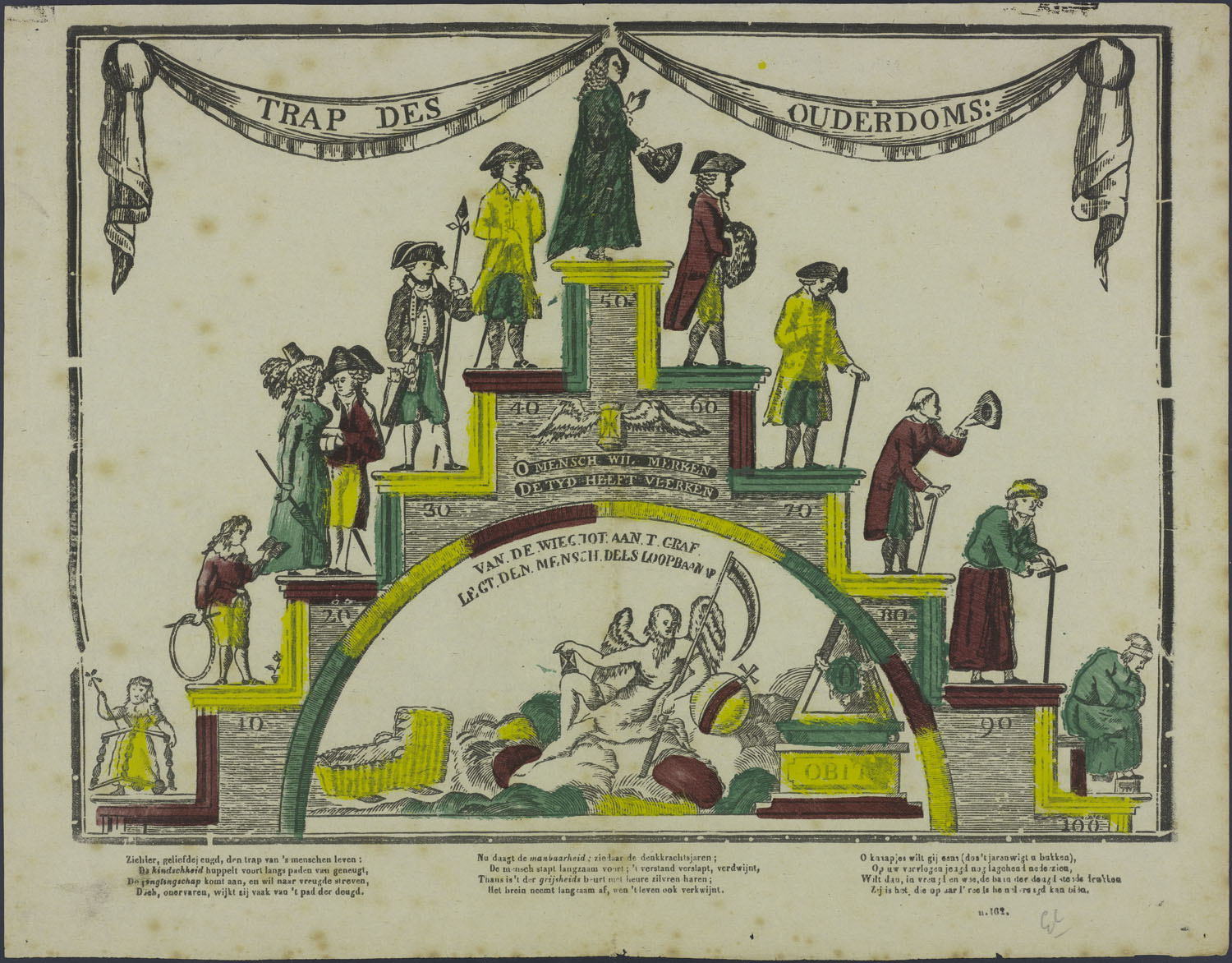
De trap des ouderdoms, gepubliceerd door Glénisson en Zonen (tussen 1856 en 1900).

Een vergankelijkheidssymbool is een symbool dat de eindigheid van het leven verbeeldt. Sommige benadrukken juist ook het leven na de dood, de Opstanding, reïncarnatie of de terugkeer van nieuw leven. Vergankelijkheidssymbolen worden vaak aangetroffen op kerkhoven en begraafplaatsen.

## Soorten symbolen
Er kunnen verschillende symbolen worden onderscheiden.
| Symbool                   | Betekenis                                                         | Afbeelding |
| ------------------------- | ----------------------------------------------------------------- | ---------- |
| Zandloper                 | Het verstrijken van de (levens)tijd tempus fugit – de tijd vliegt |            |
| Doodskop                  | Dood                                                              |            |
| Omgekeerde toortsen       | Uitdoven van het leven                                            |            |
| Ouroboros                 | Eeuwige cirkel                                                    |            |
| Lemniscaat                | Oneindigheid                                                      |            |
| Vlinder                   | Metamorfose naar nieuw leven                                      |            |
| Verdorde bloemen          | Dood                                                              |            |
| Afgebroken zuil           | Afgebroken leven                                                  |            |
| Urn (met doek)            |                                                                   |            |
| Vrouwenfiguur in lijkwade | Dood                                                              |            |
| Lier                      | Zielsverhuizing                                                   |            |
| Uil                       | Naderende dood                                                    |            |